# Journal of Plant Diseases and Protection
Journal of Plant Diseases and Protection (ook JPDP) is een internationaal, aan collegiale toetsing onderworpen wetenschappelijk tijdschrift op het gebied van de landbouwkunde en plantkunde. De naam wordt in literatuurverwijzingen meestal afgekort tot J. Plant Dis. Prot. (2006).
Het wordt uitgegeven namens de Deutsche Phytomedizinische Gesellschaft en verschijnt tweemaandelijks.